# Friedrich Ernst Christian Oertling

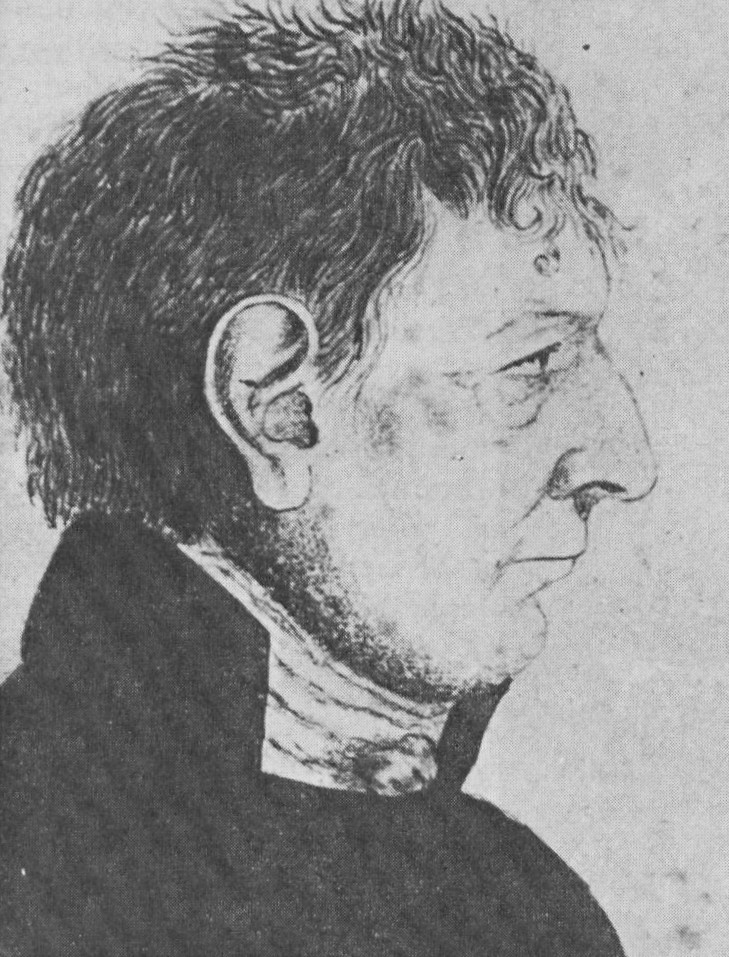
Friedrich Ernst Christian Oertling, Selbstbildnis

Friedrich Ernst Christian Oertling (* 14. Mai 1757 in Neuwerk; † 2. Februar 1837 in Bornhöved) war ein deutscher Pastor, Schriftsteller, Kartograph und Zeichner. 

## Leben und Wirken
Der Vater von Friedrich Ernst Christian Oertling war Philipp Ernst Oertling (* um 1712/13 in Glücksburg; † 25. März 1764 in Rendsburg). Er kam aus einer alten Familie von Pastoren aus Mecklenburg-Pommern. Er arbeitete als Ober-Auditeur für die Herzogtümer und war ein titulairer General-Auditeur.
Die Mutter Sophia Magdalena, geborene Leonhart (* 30. September 1726 in Rendsburg; † 19. Dezember 1758 ebenda) kam aus einer sehr alten fränkischen Familie von Bürgermeistern und Beamten. Sie ging zurück auf die Grafen von Castell und von Wolfstein, die in vorherigen Generationen gleich mit den Fürsten Schwarzenberg waren. Ihr Vater Albrecht Friederich Leonhart, der mit Kunigunde, geborene Reinhold verheiratet war, arbeitete als Ober-Auditeur für die Herzogtümer. Die Patentante der Mutter war Sophie Magdalene von Dänemark. 
Oertling, der ein Patenkind Friedrich Gottlieb Klopstocks war, galt nach damaligem Recht als „geborener Soldat“ und trug bis zum Alter von sieben Jahren den Titel eines Constabels beim Rendsburger Artillerie-Corps. Danach ging er auf die Erziehungsanstalt von Johann Dietrich Leyding in Hamburg. 1775 begann er ein Jurastudium an der Universität Kiel. Eineinhalb Jahre später wechselte er zur Theologie und beendete das Studium 1779.
Nach Studienende arbeitete Oertling als Hauslehrer bei Pastor Kramer in Weißensee. 1780 wurde er tentiert. 1782 bestand er das Examen in Glückstadt. Am 1. Advent 1784 übernahm er eine Stelle als Prediger in Sankt Michaelisdonn und unterrichtete hier Claus Harms. Dem Buch Claus Harms' Leben in Brief ist zu entnehmen, dass beide lebenslang eng befreundet blieben. Lediglich ein Thesenstreit, während dessen Oertling ein gedrucktes Sendschreiben verfasste und sich damit offen gegen Harms stellte, führte vorübergehend zu Missstimmungen zwischen beiden Theologen.
Von 1794 bis 1811 arbeitete Oertling als Pastor in Eichede. Er verfasste die erste Chronik des Dorfes, wofür ihm die Gemeindemitglieder einen Gedenkstein auf dem Friedhof setzten. 1811 wechselte er als Pastor nach Bornhöved, wo er bis 1837 wirkte. Er kartierte das Kirchspiel und erstellte eine Chronik und ein Pastorenbuch. Oertling porträtierte viele Einwohner des Umlandes, insbesondere die Angehörigen seiner Familie. Während der Befreiungskriege erlebte er am 7. Dezember 1813 ein Rückzugsgefecht mit und hielt dieses Ereignis schriftlich fest. Außerdem betätigte er sich in seinen Pfarreien als Schriftsteller.
Oertling galt zu Lebzeiten als Person, die Anlass für Anekdoten gab. Er versuchte, dagegen mit der Hilfe von Freunden vorzugehen, was jedoch noch mehr Spott hervorrief. Seine Schriften erscheinen teilweise skurril und beschäftigten bis in das 20. Jahrhundert Lokal-, Landes- und Kirchenhistoriker. So schrieb er eine Grabröhrengeschichte, die auf der Schrift „Maneologisches Bedenken über das Beerdigen wirklich verstorbener Personen in dicht verschlossenen Särgen“ basierte. Hinzu kam ein frei erfundener Flugmaschinenschwank. Der Schriftsteller Wilhelm Poeck nahm diese Werke 1925 zum Anlass, Oertling eine Hauptrolle in seinem Roman „Rungholtmenschen“ zu geben. Aufgrund einer von vielen Variationen des Flugmaschinenschwankes nannte der Düsseldorfer Stadtanzeiger Oertling 1935 einen „vergessenen Pionier der Luftschiffahrt“.
Oertlings Chroniken, Kartierungen und weitere, mitunter handschriftlichen sowie gedruckten Aufzeichnungen gelten als bedeutende Quellen zur Geschichte von Land und Kirche.

## Familie
Oertling war verheiratet mit Kunigunde Sophia von Buhr (* 18. März 1763 in Rendsburg; † 12. März 1831 in Bornhöved). Ihr Vater Carl Albrecht von Buhr, der mit Anna Regina, geborene Leonhart, verheiratet war, arbeitete als Ober-Auditeur für die Herzogtümer und war ein titulairer General-Auditeur. Oertlings Mutter und seine Schwiegermutter waren Schwestern.
Das Ehepaar Oertling hatte zwei Söhne und zwei Töchter. Der zweite Sohn namens Christian Martin Friedrich (* 1788 in Sankt Michaelisdonn) eröffnete in Neumünster einen heute noch bestehenden Juwelierladen.